# 高崎駅 (廈門市)
高崎駅（こうきえき、閩南語:kau-kiā tsām）は、中華人民共和国福建省廈門市湖里区廈門高崎国鉄駅の西側にある、廈門軌道交通1号線の駅である。

## 歴史
- 2017年12月31日1号線の駅として開業。

## 駅構造
島式ホーム1面2線の地下2層構造の駅である。
| 地下1階 | コンコース                 | 改札口、自動券売機、サービスセンター、駅商店、駅警備室、セキュリティ |  |
| 地下2階 | ●1号線                     | 岩内 行き（集美学村・杏林村・集美大道・廈門北駅 方面）               |  |
|         | 島式ホーム、左側の扉が開く |                                                                      |  |
|         | ●1号線                     | 鎮海路 行き（烏石浦・中山公園・鎮海路 方面）                         |  |

### のりば
| 番線 | 路線              | 方面                                      | 行先        |
| ---- | ----------------- | ----------------------------------------- | ----------- |
|      | 廈門軌道交通1号線 | 集美学村・杏林村・集美大道・廈門北駅 方面 | 岩内 行き   |
|      | 廈門軌道交通1号線 | 烏石浦・中山公園・鎮海路 方面             | 鎮海路 行き |

## 隣の駅
廈門軌道交通
■1号線
殿前駅 - 高崎駅 - 集美学村駅